# Biathlon-Weltcup 1978/79
| Jáchymov |

| Antholz |

| Ruhpolding |

| Sodankylä |

| Bardufoss |

In der Saison 1978/79 wurde der Biathlon-Weltcup zum 2. Mal ausgetragen. Die Wettkampfserie bestand aus jeweils fünf Einzel-, Sprint und Staffelrennen für Männer und wurde an fünf Veranstaltungsorten ausgetragen. Neben den vier Weltcupveranstaltungen in Jáchymov, Antholz, Sodankylä und Bardufoss fanden die Weltmeisterschaften im deutschen Ruhpolding statt. Den Gesamtweltcup gewann Klaus Siebert vor Frank Ullrich und Wladimir Barnaschow.

## Resultate
| 1. Weltcup in Jáchymov, 10. bis 12. Januar 1979 | 1. Weltcup in Jáchymov, 10. bis 12. Januar 1979 | 1. Weltcup in Jáchymov, 10. bis 12. Januar 1979                                       | 1. Weltcup in Jáchymov, 10. bis 12. Januar 1979 | 1. Weltcup in Jáchymov, 10. bis 12. Januar 1979 |
| ----------------------------------------------- | ----------------------------------------------- | ------------------------------------------------------------------------------------- | ----------------------------------------------- | ----------------------------------------------- |
| Datum                                           | Disziplin                                       | Erster Platz                                                                          | Zweiter Platz                                   | Dritter Platz                                   |
| 10. Januar 1979 (Mi.)                           | Einzel (20 km)                                  | Roar Nilsen                                                                           | Eberhard Rösch                                  | Terje Krokstad                                  |
| 11. Januar 1979 (Do.)                           | Sprint (10 km)                                  | Rudolf Horn                                                                           | Frank Ullrich                                   | Terje Krokstad                                  |
| 12. Januar 1979 (Fr.)                           | Staffel (4 × 7,5 km)                            | Deutsche Demokratische RepublikMathias Jung Manfred Beer Frank Ullrich Eberhard Rösch | Sowjetunion                                     | Norwegen                                        |

| 2. Weltcup in Antholz, 21. bis 24. Januar 1979 | 2. Weltcup in Antholz, 21. bis 24. Januar 1979 | 2. Weltcup in Antholz, 21. bis 24. Januar 1979 | 2. Weltcup in Antholz, 21. bis 24. Januar 1979 | 2. Weltcup in Antholz, 21. bis 24. Januar 1979 |
| ---------------------------------------------- | ---------------------------------------------- | ---------------------------------------------- | ---------------------------------------------- | ---------------------------------------------- |
| Datum                                          | Disziplin                                      | Erster Platz                                   | Zweiter Platz                                  | Dritter Platz                                  |
| 21. Januar 1979 (So.)?                         | Einzel (20 km)                                 | Wladimir Barnaschow                            | Heinz Böttcher                                 | Klaus Siebert                                  |
| 23. Januar 1979 (Di.)?                         | Sprint (10 km)                                 | Alexander Tichonow                             | Wladimir Barnaschow                            | Klaus Siebert                                  |
| 24. Januar 1979 (Mi.)?                         | Staffel (4 × 7,5 km)                           | Sowjetunion                                    | Finnland                                       | Deutsche Demokratische Republik                |

| Biathlon-Weltmeisterschaften in Ruhpolding, 28. Januar bis 2. Februar 1979 | Biathlon-Weltmeisterschaften in Ruhpolding, 28. Januar bis 2. Februar 1979 | Biathlon-Weltmeisterschaften in Ruhpolding, 28. Januar bis 2. Februar 1979             | Biathlon-Weltmeisterschaften in Ruhpolding, 28. Januar bis 2. Februar 1979 | Biathlon-Weltmeisterschaften in Ruhpolding, 28. Januar bis 2. Februar 1979        |
| -------------------------------------------------------------------------- | -------------------------------------------------------------------------- | -------------------------------------------------------------------------------------- | -------------------------------------------------------------------------- | --------------------------------------------------------------------------------- |
| Datum                                                                      | Disziplin                                                                  | Erster Platz                                                                           | Zweiter Platz                                                              | Dritter Platz                                                                     |
| 28. Januar 1979 (So.)                                                      | Einzel (20 km)                                                             | Klaus Siebert                                                                          | Alexander Tichonow                                                         | Sigleif Johansen                                                                  |
| 31. Januar 1979 (Mi.)                                                      | Sprint (10 km)                                                             | Frank Ullrich                                                                          | Odd Lirhus                                                                 | Luigi Weiss                                                                       |
| 2. Februar 1979 (Fr.)                                                      | Staffel (4 × 7,5 km)                                                       | Deutsche Demokratische RepublikManfred Beer Klaus Siebert Frank Ullrich Eberhard Rösch | FinnlandSimo Halonen Erkki Antila Raimo Seppänen Heikki Ikola              | SowjetunionWladimir Alikin Wladimir Barnaschow Nikolai Kruglow Alexander Tichonow |

| 3. Weltcup in Sodankylä, 30. März bis 1. April 1979 | 3. Weltcup in Sodankylä, 30. März bis 1. April 1979 | 3. Weltcup in Sodankylä, 30. März bis 1. April 1979                                      | 3. Weltcup in Sodankylä, 30. März bis 1. April 1979         | 3. Weltcup in Sodankylä, 30. März bis 1. April 1979                                |
| --------------------------------------------------- | --------------------------------------------------- | ---------------------------------------------------------------------------------------- | ----------------------------------------------------------- | ---------------------------------------------------------------------------------- |
| Datum                                               | Disziplin                                           | Erster Platz                                                                             | Zweiter Platz                                               | Dritter Platz                                                                      |
| 30. März 1979 (Do.)                                 | Einzel (20 km)                                      | Anatoli Aljabjew                                                                         | Klaus Siebert                                               | Kjell Søbak                                                                        |
| 31. März 1979 (Fr.)                                 | Sprint (10 km)                                      | Klaus Siebert                                                                            | Kjell Søbak                                                 | Wladimir Barnaschow                                                                |
| 1. April 1979 (Sa.)                                 | Staffel (4 × 7,5 km)                                | Deutsche Demokratische RepublikHeinz Böttcher Klaus Siebert Frank Ullrich Eberhard Rösch | FinnlandSimo Halonen Erkki Antila Arto Sutinen Heikki Ikola | SowjetunionWladimir Alikin Alexander Tichonow Wladimir Barnaschow Anatoli Aljabjew |

| 4. Weltcup in Bardufoss, 6. bis 8. April 1979 | 4. Weltcup in Bardufoss, 6. bis 8. April 1979 | 4. Weltcup in Bardufoss, 6. bis 8. April 1979                                      | 4. Weltcup in Bardufoss, 6. bis 8. April 1979                                            | 4. Weltcup in Bardufoss, 6. bis 8. April 1979 |
| --------------------------------------------- | --------------------------------------------- | ---------------------------------------------------------------------------------- | ---------------------------------------------------------------------------------------- | --------------------------------------------- |
| Datum                                         | Disziplin                                     | Erster Platz                                                                       | Zweiter Platz                                                                            | Dritter Platz                                 |
| 6. April 1979 (Do.)                           | Einzel (20 km)                                | Alexander Tichonow                                                                 | Frank Ullrich                                                                            | Wladimir Alikin                               |
| 7. April 1979 (Fr.)                           | Sprint (10 km)                                | Sigleif Johansen                                                                   | Wladimir Barnaschow                                                                      | Klaus Siebert                                 |
| 8. April 1979 (Sa.)                           | Staffel (4 × 7,5 km)                          | SowjetunionWladimir Alikin Anatoli Aljabjew Wladimir Barnaschow Alexander Tichonow | Deutsche Demokratische RepublikHeinz Böttcher Klaus Siebert Frank Ullrich Eberhard Rösch | Norwegen                                      |

### Weltcupstände
| Endstand nach 10 Rennen (Top 10) |                     |        |       |
| \| Rang \| Name \| Punkte \| Siege \| \| ---- \| ------------------- \| ------ \| ----- \| \| 01 \| Klaus Siebert \| 143 \| 2 \| \| 02 \| Frank Ullrich \| 136 \| 1 \| \| 03 \| Wladimir Barnaschow \| 128 \| 1 \| \| 04 \| Alexander Tichonow \| 114 \| 2 \| \| 05 \| Eberhard Rösch \| 114 \| 0 \| \| 06 \| Wladimir Alikin \| 114 \| 0 \| \| 07 \| Sigleif Johansen \| 110 \| 1 \| \| 08 \| Heinz Böttcher \| 110 \| 0 \| \| 09 \| Alfred Eder \| 102 \| 0 \| \| 10 \| Heikki Ikola \| 98 \| 0 \| \| 11 \| Anatoli Aljabjew \| 89 \| 0 \| \| 12 \| Kjell Søbak \| 82 \| 0 \| |                     |        |       |
| Rang | Name                | Punkte | Siege |
| 01 | Klaus Siebert       | 143    | 2     |
| 02 | Frank Ullrich       | 136    | 1     |
| 03 | Wladimir Barnaschow | 128    | 1     |
| 04 | Alexander Tichonow  | 114    | 2     |
| 05 | Eberhard Rösch      | 114    | 0     |
| 06 | Wladimir Alikin     | 114    | 0     |
| 07 | Sigleif Johansen    | 110    | 1     |
| 08 | Heinz Böttcher      | 110    | 0     |
| 09 | Alfred Eder         | 102    | 0     |
| 10 | Heikki Ikola        | 98     | 0     |
| 11 | Anatoli Aljabjew    | 89     | 0     |
| 12 | Kjell Søbak         | 82     | 0     |